# Panagiōtīs Kanellopoulos
Panagiōtīs Kanellopoulos (in greco: Παναγιώτης Κανελλόπουλος; Patrasso, 13 dicembre 1902 – Atene, 11 settembre 1986) è stato un politico e scrittore greco.
Kanellopoulos fu il Primo Ministro greco che venne deposto dalla Dittatura dei colonnelli il 21 aprile 1967.

## Biografia
Studiò diritto ad Atene, Heidelberg e Monaco di Baviera. Figura del panorama intellettuale greco, fu autore di libri su politica, diritto, sociologia, filosofia ed altre discipline umanistiche. Con il libro Sono nato nel 1402 ricevette un premio letterario dall'Accademia di Atene.
Fu Ministro della Difesa nel governo greco in esilio guidato da Emmanouil Tsouderos durante la seconda guerra mondiale. Nel novembre 1945 fu nominato Primo Ministro della Grecia per un breve lasso di tempo. Dopo la guerra fu nominato Ministro per la ricostruzione nel governo di unità nazionale guidato da Geōrgios Papandreou. Ricoprì poi altri dicasteri nei governi diretti da Alexandros Diomidis, Kōnstantinos Karamanlīs ed altri Primi Ministri fino al 1967, quando divenne a sua volta Primo Ministro.
Il 9 luglio 1961 Panagiōtīs Kanellopoulos, quale vice Primo Ministro del governo guidato da Konstantinos Karamanlis, ed il vice-Cancelliere tedesco Ludwig Erhard firmarono il protocollo che sanciva l'adesione della Grecia alla Comunità Economica Europea (CEE). La cerimonia della firma del protocollo avvenne ad Atene alla presenza dei capi di governo dei sei Stati che allora costituivano la CEE: Germania, Francia, Italia, Belgio, Lussemburgo e Paesi Bassi. Anche il Ministro dell'Economia Aristidis Protopapadakis ed il Ministro degli Esteri Evangelos Averoff furono presenti alla cerimonia assieme al Primo Ministro Konstantinos Karamanlis.
Nel 1963 succedette a Karamanlis come leader del partito Unione Nazionale Radicale.
Nominato il 2 aprile 1967 Primo Ministro, fu l'ultimo greco eletto democraticamente prima dell'avvento della Dittatura dei colonnelli avvenuto pochi giorni dopo, con il colpo di Stato del 21 aprile 1967. Fu messo agli arresti domiciliari e vi rimase per i successivi sette anni. Durante gli eventi che condussero alla metapolitefsi (il periodo di transizione politica seguito alla caduta della dittatura dei colonnelli), Phaedon Gizikis conferì a Kanellopoulos il mandato di costituire un governo di transizione, che non arrivò a conclusione. Declinò l'offerta di divenire Presidente della Repubblica di Grecia quando gli fu offerta l'alta carica durante la transizione guidata dal primo ministro Kōnstantinos Karamanlīs.
Con le elezioni del novembre 1974 Kanellopoulos riprese la sua carriera parlamentare come membro del partito Nuova democrazia.

## Attività letteraria
Nel suo Cinque Dialoghi Ateniesi, scritto nel secondo dopoguerra, che copre un periodo di cinque secoli, Panagiōtīs Kanellopoulos immagina cinque dialoghi avvenuti tra personaggi storici sul tema di un incontro tra l'ellenismo e il Cristianesimo. Uno di questi dialoghi ha luogo ad Atene nel 355, tra il futuro imperatore Giuliano (allora ancora studente), Basilio di Cesarea, Gregorio di Nazianzo e il pagano Dione. Giuliano è presentato come un visionario entusiasta sostenitore della morale e dell'estetica degli Antichi. Basilio e Gregorio, all'opposto, sostengono ovviamente la nuova religione: il primo, mostrandosi favorevole ad una riconciliazione delle due religioni; il secondo, arroccandosi invece su una chiusura intransigente verso ogni prospettiva di dialogo. Il pagano Dione, con un discorso profetico, descrive la discesa delle orde germaniche, che porteranno morte e desolazione, spegnendo così l'ultimo fuoco dell'ellenismo.